# Boston Pamphlet

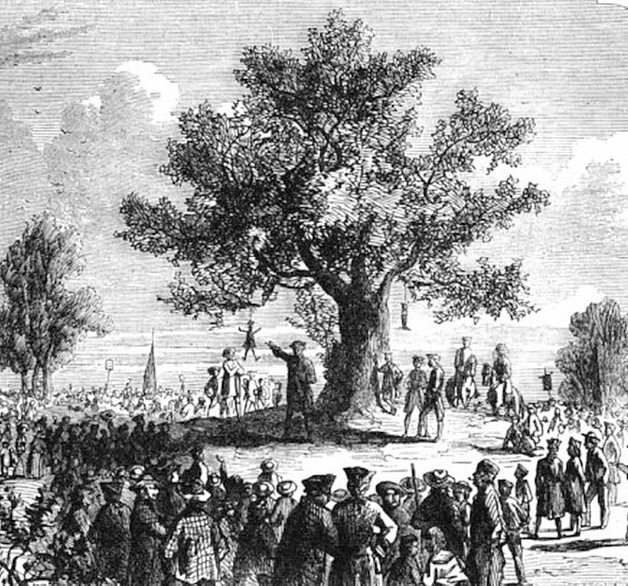
Il comitato di corrispondenza di Boston era solito riunirsi sotto il Liberty Tree nel Boston Common.

Il Boston Pamphlet ("Pamphlet di Boston") fu un documento pubblicato nel 1772 a Boston, nel periodo della Rivoluzione Americana. Scritto da membri del Comitato di corrispondenza di Boston, il pamphlet delineava i diritti dei coloni britannici americani e denunciava come le recenti politiche britanniche violassero tali diritti. Sebbene i contemporanei lo chiamassero Boston Pamphlet, il suo titolo ufficiale era The Votes and Proceedings of the Freeholders and other Inhabitants of The Town of Boston, In Town Meeting assembled, According to Law. ("I voti e gli atti dei proprietari terrieri e degli altri abitanti della città di Boston, riuniti in assemblea cittadina, secondo la legge").

## Contenuti
Il pamphlet conteneva tre sezioni originali: "A State of the Rights of the Colonists", una "List of Infringements and Violation[s] of Rights", and una "Letter of Correspondence" indirizzata alle altre città della Provincia della Massachusetts Bay. Tradizionalmente, la paternità delle tre sezioni veniva attribuita rispettivamente a Samuel Adams, Joseph Warren e Benjamin Church, ma lo storico Richard Brown sostiene che l'attribuzione a singoli autori sia improbabile, e che ogni parte fu probabilmente frutto del lavoro collettivo di un comitato. Una quarta sezione conteneva la corrispondenza tra il Governatore Thomas Hutchinson e la città di Boston.
Al centro della questione c'era la decisione del governo britannico di iniziare a pagare gli stipendi del governatore, del vicegovernatore e dei giudici del Massachusetts, precedentemente pagati dalla Camera dei Rappresentanti del Massachusetts. I coloni erano preoccupati perché questo rappresentava un allontanamento dal governo rappresentativo, rendendo di fatto i loro funzionari principali indipendenti dall'elettorato. Nel 1773, il Comitato di Corrispondenza di Boston stampò e distribuì 600 copie del pamphlet in tutta la colonia. Dozzine di città del Massachusetts risposero adottando decisioni simili e formando i propri comitati di corrispondenza, contribuendo a promuovere l'unità coloniale nella crisi in evoluzione che portò all'indipendenza americana.